# 욘 포세
욘 올라브 포세(노르웨이어: Jon Olav Fosse, 1959년 9월 29일 ~ )는 노르웨이의 문학가이다. 2023년에 "말할 수 없는 것에 목소리를 부여하는 혁신적인 희곡과 산문"을 발표한 공로를 인정받아 노벨 문학상을 수상했다.

## 생애
욘 포세는 1959년 노르웨이의 해안도시 헤우게순(Haugesund)에서 태어나 그곳에서 유년기와 소년기를 보냈다. 그는 1975년 베르겐(Bergen)으로 가 그곳에서 비교문학을 전공했으며 호르달란(Hordaland) 문예창작 아카데미에서 강사로 활동했다. 1990년대 초부터 전업 작가로 자유로운 작품 활동을 하고 있다.
포세는 현대의 사회 현실을 강하게 비판하거나 변화를 위해 투쟁하는 작가가 아니다. 그의 작품이 주로 다루고 있는 것은 가족관계와 세대 간의 관계를 통해 볼 수 있는 인생, 사랑과 죽음 같은 우리의 삶에서 볼 수 있는 보편적인 모습들이다. 세대 간의 관계에 대해서 그는, 말로는 결코 종합적으로 고찰될 수 없는 것, 즉 죄와 실망의 원천 문제를 다룬다. 그의 작품에는 일견 너무나 평범해 보이고 누구나 느낄 수 있는 삶의 그림들이 단순한 구조로 분명하게 드러난다. 이 그림에는 많은 사건이 발생하지 않으며, 항상 같은 인물들이 등장한다. 아버지, 어머니, 아이, 남자(남편), 여자(아내), 소년, 소녀. 여기에 배경으로 자주 등장하는 인물은 할머니, 그리고 때때로 이웃이다. 이들은 대부분 이름이 없으며 특별한 고유의 성격이 부여되지 않는다. 인물들은 항상 단순한, 일반적인 사람들이며, 그들의 관계는 한눈에 파악될 수 있다. 그렇기 때문에 그의 작품은 평범함과 보편성을 통해 우리의 삶을 다시 한 번 경건하게 들여다보도록 만든다. 그가 만들어내는 인간관계는 누구나 겪을 수 있는 상황이고 그 관계가 또한 철저하게 관찰되고 파악될 수 있어서 보편성의 미니멀리즘으로 평가되기도 한다. 그만큼 포세가 작품 속에서 드러내고 있는 현실은 구체성을 지니고 있다. 일견 단순해 보이는 현실의 단면은 굵은 윤곽으로 이루어진 담담한 그림으로 그려지나 그 사이의 여백에는 인간의 삶이 가진 구체적인 모습들이 존재한다. 그것은 현대인이 만들어내는 의사소통 부재의 사회적 관계이기도 하며 인간 의식 속에 존재하는 무형의 원형질이기도 하다.
무엇보다도 포세의 언어는 배우와 연출자에게 커다란 도전이 된다. 그의 언어는 철저하게 압축되고 축약된 형태로, 문장의 조각들, 계속해서 반복되는 단어들로 이루어져 있다. 완벽하게 구두법 없이 쓰인 그의 텍스트는 해석과 리듬의 모든 힘을 배우와 연출자의 손에 넘겨준다. 포세는 삶의 본질적인 것이 파묻히지 않도록 하기 위해 불필요한 소리들을 제거한다. 그의 언어는 끊임없이 회전하는 말의 고유한 움직임으로 이루어져 있다. 거의 모노톤의 문장들, 부분적으로는 스타카토처럼 던져지는 문장들 속에서 여러 가지 삶의 구조들, 인간의 내적인 심리 구조가 현재와 과거의 시간이 교차하는 가운데 응축된 형태로 노출된다. 여기에 포세는 침묵의 순간들을 적절히 이용한다. 인물들의 대화 과정 중에 끊임없이 반복 사용되는 ‘사이’의 침묵, 이 행간을 인물들의 말 없는 진실이 넘나든다. 소리와 소리 없음의 독특한 리듬−이 긴장과 이완의 리듬을 통해 포세는 인간의 삶이 가진 진정성은 무엇인지 묻는다.
＜이름＞과 ＜기타맨＞은 욘 포세의 전형적인 글쓰기 방식을 보여준다. 인물들은 우리 삶의 주변에서 항상 볼 수 있는 평범한 인물이다. 대부분 이름이 없고 특별한 성격이 없는 단순한 인물들이다. 이들 사이에 존재하는 일상의 갈등과 평범한 사람으로서 느끼는 정신적 번민이 겉으로 드러난다. 여기에서 포세가 주목하고 있는 것은 정체성이 분명한 특별한 인간의 유형이 아니라 사람들 사이의 관계다. 마치 현미경을 통해 포착한 듯 사람들의 관계는 세밀하게 그려진다. 포세는 말한다. “삶을 조종하는 것은 정체성이 아니라 여러 가지 관계들이다.” 그러나 포세가 주목하고 있는 것은 관계의 불가능성이다. 우리의 삶에 있어서 그 단절의 깊이는 어쩌면 포세가 보고 있는 것만큼 클지도 모른다. 현대를 살아가는 우리는 단지 그 깊이를 피상적으로 느끼고 있을 뿐이며 실제로 진지하게 그 깊은 공간을 들여다보지 않는다.

## 이름
오랫동안 집을 나가 있었던 딸이 갑자기 만삭의 몸으로 돌아온다. 하지만 모든 것은 예전 그대로다. 어머니는 쓸데없는 잡담을 즐기고 다리의 통증 때문에 괴롭다. 아버지는 늘 같은 시간에 끔찍하게 피곤한 모습으로 퇴근한다. 여동생은 여전히 저 아래 노점에 가 시간을 보낸다. 물건들도 언제나 그 자리에 있다. 견고한 틀처럼 전혀 변화가 없던 이 집에 돌아온 딸, 베아테의 뒤를 따라 낯선 청년이 찾아온다. 베아테가 가진 아이의 아버지인 그의 출현은 마치 이 집의 견고한 틀을 부수고 들어온 침입과 같다.
가출했던 딸이 임신을 해서 돌아오고, 뒤를 이어 임신한 아이의 아버지인 딸의 남자 친구가 찾아온 그날 저녁의 몇 시간, ＜이름＞은 한 가정의 이 짧은 저녁 한때의 풍경을 그리고 있을 뿐이다. 두 사람이 갑자기 나타난 것 이외에 특별한 사건은 아무것도 없다. 드러나고 있는 것은 인물들 사이의 소통 부재다. 타인의 공간에 침입하듯 들어와 오히려 그 공간에 또 하나의 벽을 만들고 있는 그의 행위와 그 벽에 관심을 두지 않고 전혀 변화가 없는 베아테 식구들의 모습은 그로테스크하기까지 하다.

## 기타맨
＜기타맨＞은 중년의 거리 악사가 들려주는 남성 모놀로그다. 이 작품에 등장하는 거리의 음악가는 수년 전부터 매일 같은 지하도에서 동전을 얻기 위해 기타를 치며 노래를 부른다. 사람들은 그의 곁을 지나가지만, 그의 노래를 관심을 가지고 듣는 사람은 거의 없다.
그에게 진정한 자유는 “비어 있음”일지도 모른다. 그 비어 있음은 그에게 충만함이고, 그렇기 때문에 그는 마지막 관계도 끊고자 한다. 자기 삶의 동반자였던 기타의 줄을 끊고 기타와 이별하며 동전을 받던 기타 케이스도 함께 남겨두고 그는 떠난다. 그는 노래하기를 그치고 연주하기를 멈춘다.